# Hala Jaworzyna pod Furkaską

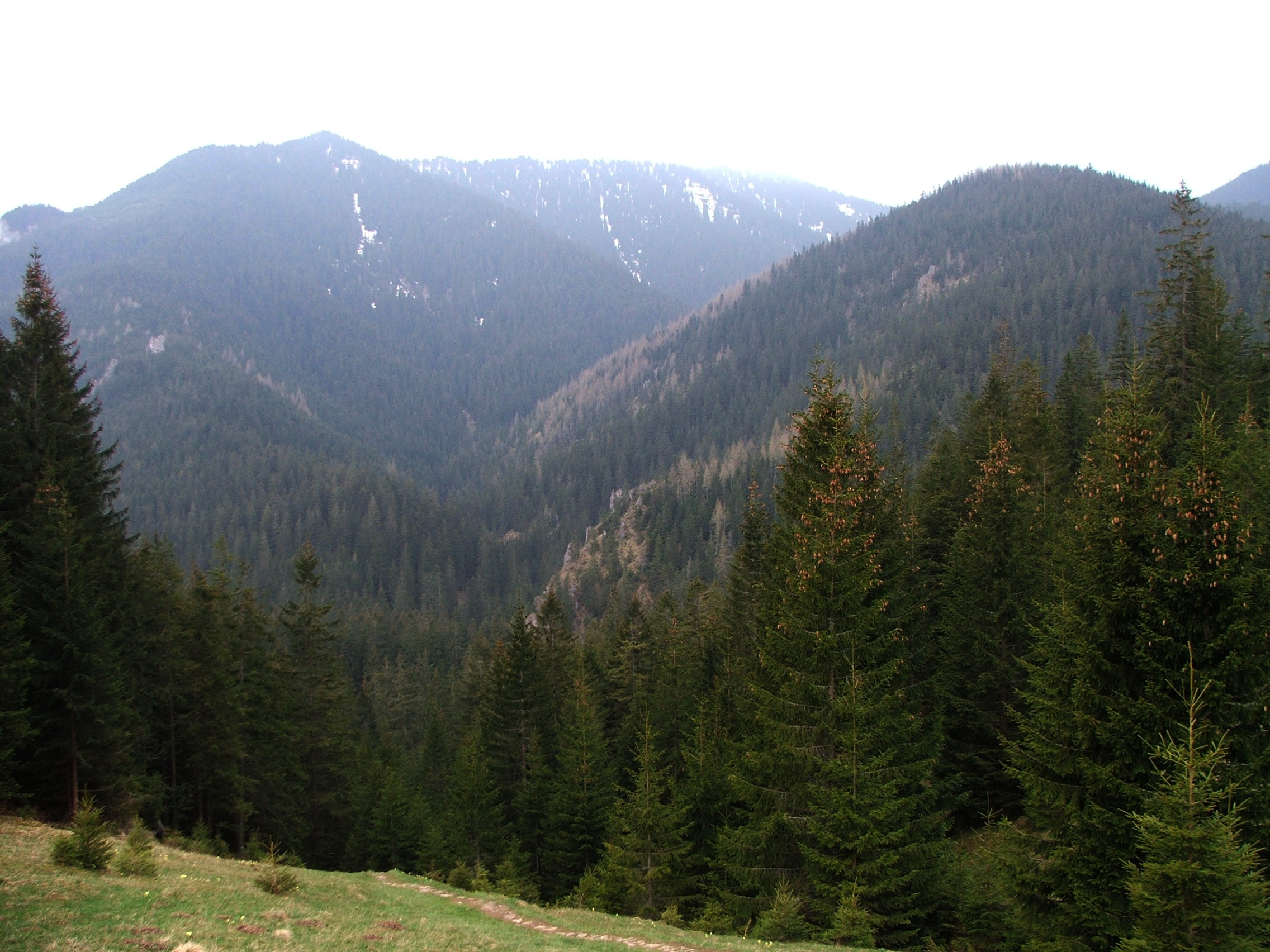
Obszar dawnej hali (dolina Głębowiec – widok z polany Jamy

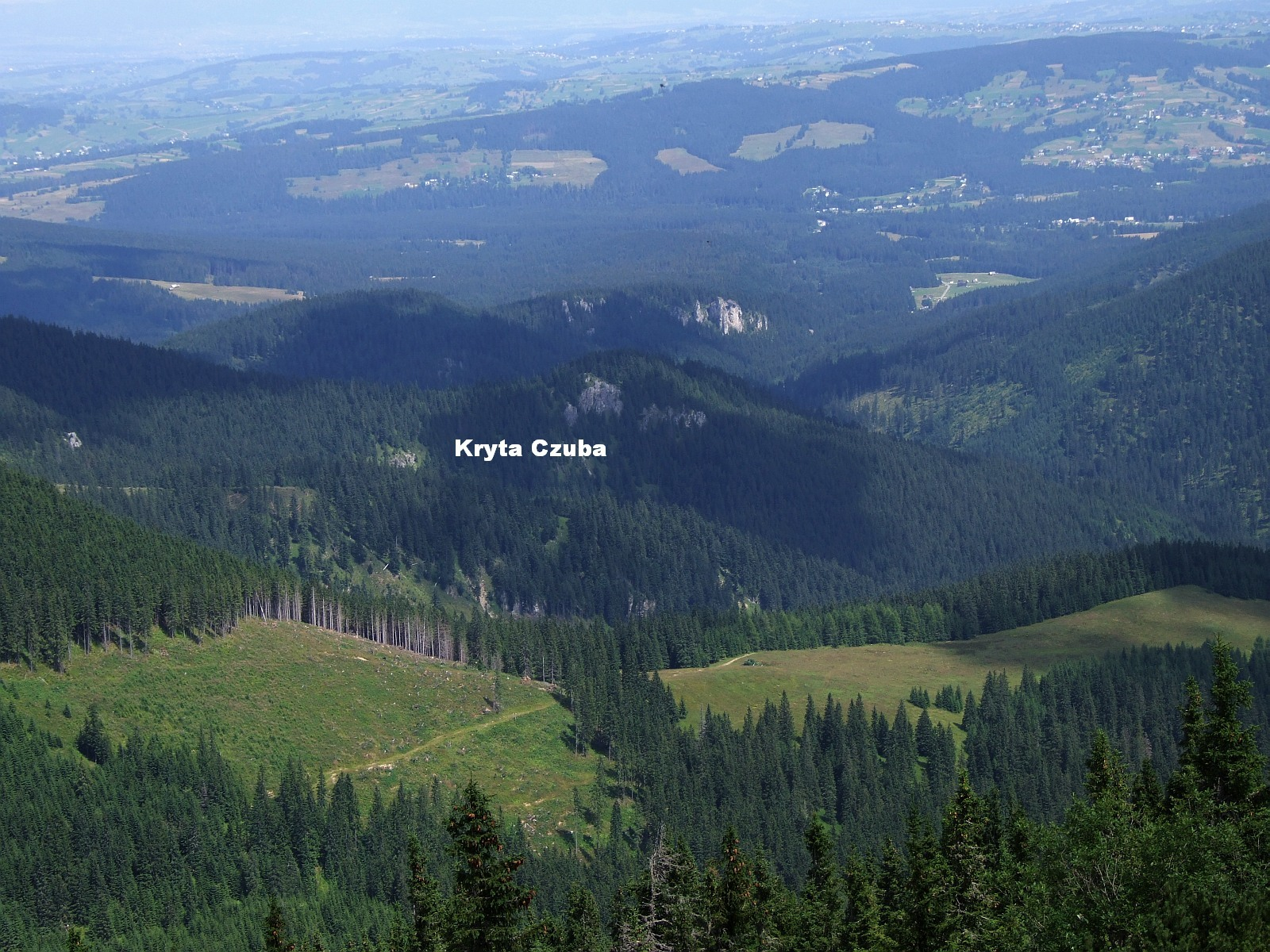
Polana Jaworzyna i Głębowiec – widok z Bobrowca

Hala Jaworzyna pod Furkaską lub po prostu Hala Jaworzyna – dawna hala pasterska w polskich Tatrach Zachodnich na zachodniej stronie Doliny Chochołowskiej, pomiędzy Halą Chochołowską a Halą Krytą. Łączna powierzchnia hali wynosiła 85,05 ha, w tym pastwiska stanowiły 3,0 ha, nieużytki 11,75 ha, las 28,25 ha, kosodrzewina 42,05 ha, a dodatkowa powierzchnia serwitutów wynosiła 262,48 ha. Wypas w przeliczeniu na owce wynosił 238 sztuk, wypasano głównie bydło. Hala obejmowała obszary doliny Głębowiec i Doliny Długiej z takimi polanami, jak: Długa Polana (która potem odłączyła się od tej hali), polana Jaworzyna pod Furkaską, Polana pod Jaworki i polana Przysłop pod Furkaską. Polany te były koszone, zasadniczy wypas odbywał się w serwitutowych lasach i na północnych zboczach Bobrowca i wschodnich zboczach Parzątczaka. Powodował ogromne zniszczenia lasów i cennej roślinności alpejskiej na wapiennych zboczach Głębowca. Z rzadkich w Karpatach gatunków roślin stwierdzono występowanie złoci żółtej (na wysokości 1330 m).
W XIX i XX w. na hali tej wypasali mieszkańcy miejscowości: Ciche, Czarny Dunajec, Ratułów, Stare Bystre i Witów. Tereny te są własnością Wspólnoty Leśnej Uprawnionych Ośmiu Wsi. Gdy zostały włączone do TPN, wypas na Hali Jaworzyna został zniesiony.